# 道の駅但馬のまほろば

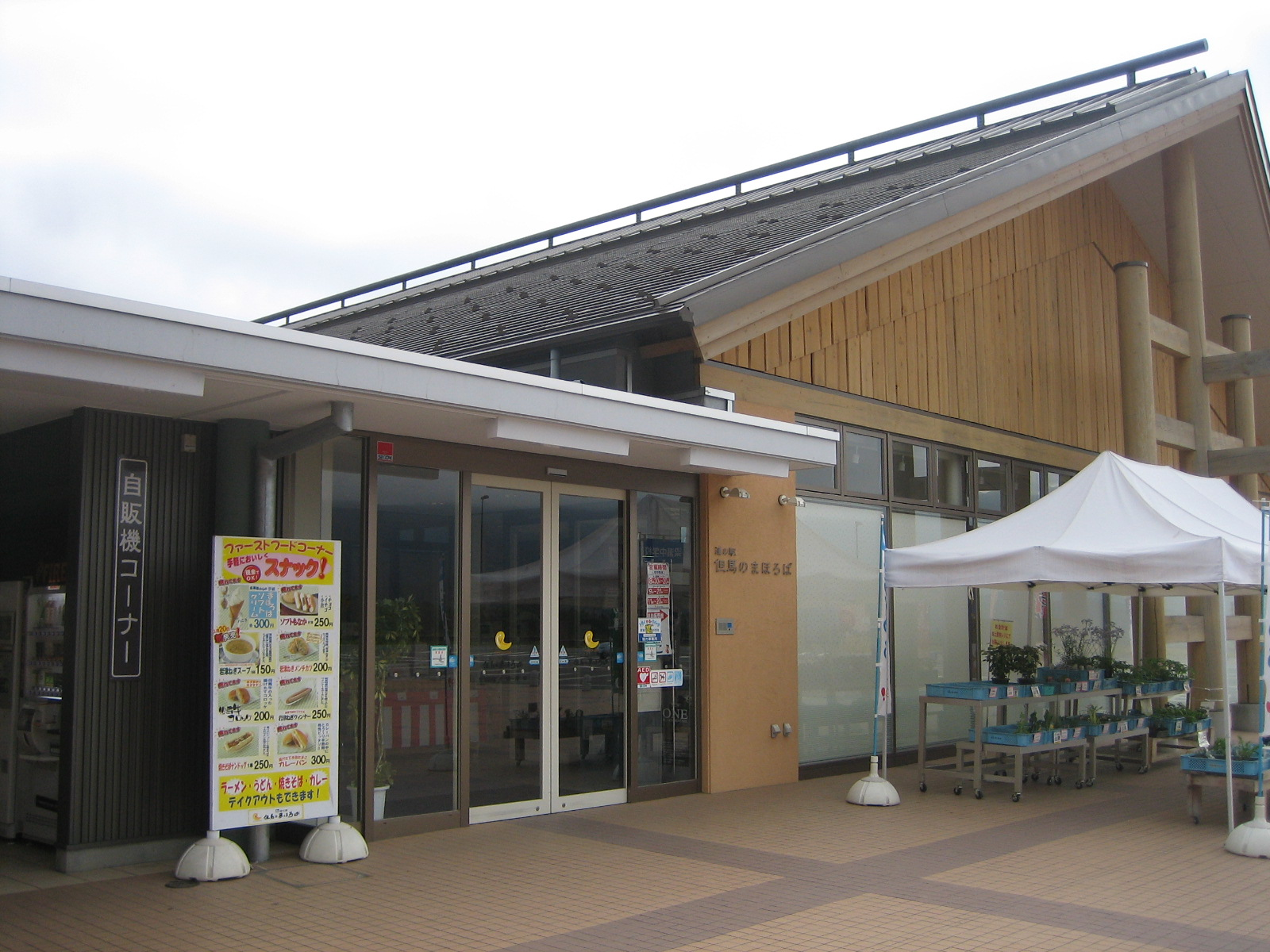
入口

道の駅但馬のまほろば（みちのえき たじまのまほろば）は、兵庫県朝来市山東町大月にある国道483号の道の駅である。北近畿豊岡自動車道の山東パーキングエリア（さんとうパーキングエリア）との併設となっている。

## 概要
北近畿豊岡自動車道の氷上IC - 和田山IC間に位置しており、同区間の開通に合わせ開業した。北近畿豊岡自動車道のパーキングエリアと兼用になっているが、道路上の案内標識は「但馬のまほろば」の名称が使われている。
駐車場は高速道路用と一般道専用があり、兵庫県道136号浅野山東線から市道を経由してアクセスできるが、ここから北近畿豊岡道に出入りすることはできない。
また、広域防災拠点として整備されており、兵庫県内では唯一「防災道の駅」に選定されている。

## 沿革
- 2005年（平成17年）8月10日 - 道の駅に登録される。
- 2006年（平成18年）7月22日 - 北近畿豊岡自動車道の氷上IC - 和田山IC間開通に伴い開業[2][8]。
- 2015年（平成27年） - 「農産品開発ラボ、集配センター機能、外国人対応」を理由として、重点「道の駅」に選定される[9][10]。
- 2021年（令和3年）6月11日 - 「防災道の駅」に選定される[6][7]。

## 施設
- 駐車場（一般道用、パーキングエリア上下線用を含む）
  - 普通車：137台
  - 大型車：27台
  - 身障者用：3台
- トイレ
  - 男：大 4器、小 15器
  - 女：36器
  - 身障者用：4器
- 売店・レストラン
  - 土産・農産物コーナー（平日：9:00 - 19:00、土日祝日：9:00 - 20:00）
  - 但馬牛精肉コーナー（9:00 - 18:00）
  - フードコート（平日：9:00 - 19:00、土日祝日：9:00 - 20:00）[3]
  - スローフードレストラン茶すり庵（平日：11:00 - 19:00、土日祝日：11:00 - 20:00）[3] - 臨時休業中
  - インフォメーションコーナー（平日：10:00 - 15:00、土日祝日：10:00 - 17:00）
- 交流広場
- 朝来市埋蔵文化財センター「古代あさご館」（9:00 - 17:00）[4]
- 防災拠点（非常用電源、災害時にも使用できるトイレ）
  - 浄化槽地中熱融雪システムが駐車場に設置されている。
- 電気自動車用急速充電器 (24時間)

## 休館日
- 年中無休（下記記載の施設などを除く）
- 朝来市埋蔵文化財センター：毎週月曜日（祝日の場合は翌日）
- 但馬牛精肉コーナー：毎週火曜日

## アクセス
- E72 北近畿豊岡自動車道（国道483号、春日和田山道路） - 道の駅の登録路線
- 兵庫県道136号浅野山東線

## 周辺
- 茶すり山古墳[3]

## 隣
E72 北近畿豊岡自動車道
山東IC - 山東PA - (17)和田山IC/JCT